# Dominik Schuster
Dominik Schuster (* 13. April 1988 in Mannheim) ist ein deutscher Komponist und Orchestrator für Film- und Konzertmusik.

## Leben
Schuster erlernte im Alter von sechs Jahren das Klavier und Trompete spielen. Früh trat er mehreren regionalen Bandformationen als Keyboarder und Schlagzeuger bei, bis er 2008 mit dem Studium Komposition für Film und Medien in München begann. Zu seinen Lehrern zählten unter anderen Gerd Baumann und Enjott Schneider. Im Rahmen seines Studiums schrieb er die Musik für zahlreiche Kurz- und Werbefilme.
Im Jahre 2012 gewann er den German Game Music Award und erhielt die Möglichkeit vermehrt für verschiedene Orchester zu schreiben.
Im Auftrag des Goethe-Instituts vertonte Schuster den Stummfilmklassiker Die Büchse der Pandora neu. Der Regisseur, Georg Wilhelm Pabst, gilt noch heute als einer der bedeutendsten Filmschaffenden seiner Zeit. Das gut zweistündige Orchesterwerk wurde im Oktober 2014 live zum Film in Bukarest uraufgeführt. Weitere Konzerte folgten.
2015 schrieb er die Musik für den deutschen Kinofilm Mara und der Feuerbringer in Zusammenarbeit mit Andreas Lenz v. Ungern-Sternberg. Der Autor und Regisseur der Romanvorlage und des Filmes ist Tommy Krappweis.
Nach seinem Hochschulabschluss 2015 kehrte Schuster nach Mannheim zurück und arbeitet dort in seinem Studio als Komponist, Orchestrator und Musikproduzent für Film- und Konzertmusik.

## Filmografie
- 2012: Cambio de Aire[5]
- 2012: Little Che[6]
- 2014: Die Büchse der Pandora[7]
- 2014: Divorce Hotel – ein letzter Tanz
- 2015: Mara und der Feuerbringer[8]

## Orchestration
- 2017: Angst (i. Z. m. HEIKO Music)[9]
- 2017: Bullyparade – Der Film (i. Z. m. HEIKO Music)[10]

## Konzertmusik
- 2012: Emerald Dreams für Fagott und Klavier
- 2012: Esto es para ti für Violine und Klavier
- 2015: Taktwelt – Zyklus für Hackbrett
- 2015: Tanz der toten Engel für Hackbrett[11]
- 2016: King (Musical)[12]
- 2017: Bulgarian Rhapsody für Klavier Trio
- 2017: TAROT – Die Reise eines Helden

## Auszeichnungen
- 2012: German Game Music Award[2]

## Diskografie
- 2015: Mara und der Feuerbringer (Original Motion Picture Soundtrack)[13]